# Fédération luxembourgeoise de hockey sur glace
La Fédération luxembourgeoise de hockey sur glace (FLHG) est présidée par René Ludovicy.